# Isotype
Isotype (с англ. — «International System Of TYpographic Picture Education», «Международная система обучения на основе типографских символов») — метод изображения социальных, технологических, биологических и исторических связей в графической форме. Он включает в себя набор стандартизированных и абстрактных графических символов для представления социально-научных данных, а также правила  комбинирования символов с помощью последовательного повторения. Впервые был известен как Венский метод изобразительной статистики (Wiener Methode der Bildstatistik), поскольку был разработан в Австрийском социально-экономическом музее в Вене (Österreichische Gesellschafts- und Wirtschaftsmuseum) между 1925 и 1934 годами. Директор-основатель этого музея Отто Нейрат был инициатором и главным теоретиком Венского метода, художник Герд Арнц отвечал за реализацию графики. Название Isotype в отношении метода применили около 1935 года, после того как его ключевые практики вынужденно покинули Вену из-за роста фашизма в Австрии .

## Происхождение и развитие
Австрийский социально-экономический музей в основном финансировался социал-демократическим муниципалитетом Вены, который в новой Австрийской республике фактически был отдельным государством, известным как Красная Вена. Основной задачей музея было информирование венцев о своем городе. Нейрат говорил, что музей — это не сокровищница редких предметов, а средство обучения. Его цель заключалась в том, чтобы «представить социальные факты в наглядной форме» и оживить «мёртвую статистику», сделав её визуально привлекательной и запоминающейся. Одним из ключевых лозунгов музея был: «Лучше запоминать упрощённые картинки, чем забывать точные цифры». Основным средством Венского метода были графические диаграммы, они использовались как для постоянных, так и для выездных выставок. Музей также был новатором в применении интерактивных моделей и других устройств для привлечения внимания, даже проводил ранние эксперименты с мультфильмами.
С самого начала Венский Метод / Изотип был командной работой. Нейрат создал своего рода прототип для междисциплинарного агентства графического дизайна. В 1926 году он столкнулся с гравюрами на дереве немецкого художника Герда Арнца и пригласил его к сотрудничеству с музеем. Позже состоялась ещё одна встреча, в 1928 году, когда Нейрат посещал международную выставку Pressa. Арнц переехал в Вену в 1929 году и занял там постоянную должность. Его упрощённый графический стиль оказался полезным для вида повторяющихся пиктограмм, неотъемлемой части Изотипа. Влияние этих пиктограмм на современную инфографику очевидно, хотя, возможно, ещё не до конца признано.
Центральной задачей Изотипа было «преобразование» сложной исходной информации в диаграмму, не требующую разъяснений. Ключевым «преобразователем» с самого начала была Мари Рейдемайстер (с 1941 года — Мари Нейрат, жена Отто Нейрата).
Определяющим проектом первой фазы Изотипа (тогда ещё известного как Венский метод) стала монументальная коллекция из 100 статистических диаграмм, Gesellschaft und Wirtschaft (1930).

## Принципы
Первое правило Изотипа состоит в том, что большие значения представляются не увеличенной пиктограммой, а большим количеством пиктограмм одинакового размера. По мнению Нейрата, изменение размера не способствует точному сравнению (что сравнивать — высоту, длину или площадь?), зато повторяющиеся пиктограммы, которые всегда обозначают фиксированное значение для данной диаграммы, при необходимости можно подсчитать. Для ясности пиктограммы редко отображали предметы в перспективе, были и другие рекомендации по графической конфигурации и использованию цвета. Наилучшее изложение техник Изотипа дается в книге Отто Нейрата International picture language («Международный язык изображений») (1936).
Основным мотивом Изотипа всегда было «визуальное образование», о чём говорилось на выставках и в книгах, создаваемых для информирования рядовых граждан (в том числе школьников) об их месте в мире. Изотип никогда не стремился заменить устную речь, он являлся «вспомогательным языком», который всегда сопровождался устными элементами. Отто осознавал, что его метод никогда не станет полностью развитым языком, поэтому он называл его «языкоподобной техникой».
Графические методы Изотайпа были связаны с художественной программой первой половиной XX века, с визуальной системой и методами интернационального модернизма . Также "Венский метод" стал одним из эпизодов развития Интернационального типографического стиля.

## Распространение и адаптация
Так как в Венский музей поступало всё больше запросов из-за рубежа, для содействия международной работе в 1931/2 году был создан партнерский институт Mundaneum (название, появившееся в результате неудачного сотрудничества с Полем Отле). Были организованы филиалы с небольшими выставками в Берлине, Гааге, Лондоне и Нью-Йорке . Члены венской команды в начале 1930-х периодически ездили в Советский Союз для помощи в создании «Всесоюзного института изобразительной статистики советского строительства и экономики», сокращённо ИЗОСТАТ, который, помимо прочего, выпускал статистические графики по пятилеткам.
После закрытия Gesellschafts und Wirtschaftsmuseum в 1934 году Нейрат, Рейдемайстер и Арнц бежали в Нидерланды, где они создали Международный фонд визуального образования в Гааге. На протяжении 1930-х годов были получены значительные заказы от США, в том числе массово изданная серия диаграмм для Национальной ассоциации по туберкулезу и книга Отто Нейрата Modern man in the making («Современный человек в производстве») (1939), высшая точка развития Изотипа, над которой он, Рейдемайстер и Арнц работали в тесном сотрудничестве.
Рудольф Модли, ассистент Отто Нейрата в Вене, представил Изотип в Соединённых Штатах, будучи в должности главного куратора в Музее науки и промышленности в Чикаго. К 1934 году Модли основал компанию Pictorial Statistics Incorporated в Нью-Йорке, которая занималась производством и распространением подобных Изотипу пиктограмм для образования, новостей и других форм коммуникации. С 1936 года пиктограммы Модли были приняты в общенациональной кампании в области здравоохранения «Война с сифилисом», организованной начальником медицинской службы США Томасом Парраном.
Отто и Мария Нейрат бежали в Англию от немецкого вторжения, где они в 1942 году основали Институт Изотипа (Isotype Institute). В Британии Изотип применяли в публикациях военного времени при спонсорстве Министерства информации и в документальных фильмах Пола Роты.
После смерти Отто Нейрата в 1945 году Мари Нейрат вместе с другими сотрудниками продолжили применение Изотипа для представления сложной информации, особенно в научно-популярных книгах для молодёжи. Настоящей проверкой международных амбиций Изотипа, по мнению Мари Нойрат, стали проект информационного дизайна для гражданского образования, процедура выборов и проекты по экономическому развитию в Западном регионе Нигерии в 1950-х годах.

## Архив
В 1971 году Институт Изотипа передал свои рабочие материалы в Университет Рединга, где они хранятся на кафедре типографии и графической коммуникации под названием «коллекция изотипов Отто и Мари Нейрат». В 1981 году обязанности института были переданы университету.